# Luis Carlos Florès
Luis Carlos Florès (* 28. Oktober 1950) ist ein ehemaliger brasilianischer Radsportler.

## Sportliche Laufbahn
Florès wurde als  Straßenfahrer bekannt. Bereits als Achtzehnjähriger feierte er seinen größten sportlichen Erfolg, als er bei den Straßenweltmeisterschaften 1968 im südamerikanischen Montevideo im Einzelrennen der Amateure zeitgleich mit dem Weltmeister Vittorio Marcelli den zweiten Platz belegte. Ebenfalls einen zweiten Platz erreichte er 1971 beim Straßeneinzel bei den Panamerikanischen Spielen in Cali, Kolumbien. 1972 startete der 1,70 m große Florès bei den Olympischen Sommerspielen 1972 in München im olympischen Straßenrennen, schied aber vorzeitig aus. 